# Rudolf Wessel
Rudolf Wessel (* 7. September 1825 in Bassum; † 7. Oktober 1879 in Hannover) war ein deutscher Unternehmer in der Frühzeit der Industrialisierung.

## Leben
Rudolf Wessel wurde zur Zeit des Königreichs Hannover im Jahr 1825 in Bassum geboren. In seinem Geburtsort errichtete er – anfangs nur mit der Produktion eines Herrn Schmidt aus Celle als Mitbewerber – 1839 bis 1840 eine der ersten Fabriken des Landes zur Produktion von Kerzen aus Stearin anstelle des zuvor ausschließlich verwendeten Bienenwachses. Seine industriell erzeugten „Stearinsäure-Lichte“, arsenik-freie Produkte, zeichneten sich durch eine nahezu rußlose Verbrennung aus. Seine Kerzen, ebenso wie die in seiner Fabrik produzierten „Wallrathlichte“, präsentierte Wessel 1840 auf der 4. Gewerbeausstellung des Königreichs Hannover und wurde für seine Produkte mit der bronzenen Medaille ausgezeichnet.
1858 entstand in dem Dorf Limmer vor Hannover – an der Wunstorfer Straße im Bereich des späteren Parkplatzes der Continental AG – eine Ziegelei: Als Dampfziegelei-Besitzer in Limmer besaß der aus Bassum kommende Rudolf Diesel nun auch jenes Grundstück, über das dann die nach ihm Wesselstraße, die spätere Dieselstraße abgesteckt wurde, um hier die kleinen Häuser für den ältesten Arbeiterwohnungsbau des vormaligen Dorfes zu errichten.
Rudolf Wessel starb am 7. Oktober 1879 in Hannover.